# Лебёдко, Валерий Константинович
Валерий Константинович Лебедко (26 июля 1951 года, пгт Езерище, Витебская область, Городокский р-н., — 10 марта 2016 года, Минск) - советский, белорусский и российский художник, педагог, учёный. Доктор педагогических наук (1994) профессор (1997 ), академик РАЕН (2000), заведующий кафедрой рисунка Московского педагогического государственного университета (1996-2016). Член Союза художников РФ (2001) и РБ (1993).

## Биография
В 1975 году окончил Витебский государственный педагогический институт им. С.М. Кирова, художественно-графический факультет . Присвоена квалификация учителя черчения, рисования и трудового обучения. С 1976 года работал там же: ассистент, преподаватель, старший преподаватель кафедры рисунка и живописи.
С 1981 по 1985 г. аспирант на кафедре рисунка МГПИ им. В.И. Ленина.
Научными руководителями были профессора Константин Иванович Финогенов и Анатолий Ефимович Терентьев.
Тема кандидатской диссертации «Формирование пространственных представлений на занятиях рисунком в начальной стадии обучения» (Москва, 29 января 1986).
С 1991 по 1994 г. обучался в докторантуре на кафедре рисунка МГПИ им. В.И. Ленина. Научный консультант - профессор Николай Николаевич Ростовцев.
Тема докторской диссертации «Пространственные представления в творческом развитии художника-педагога» (Москва, 21 октября 1994 г.).
С 1991 года доцент кафедры изобразительного искусства, в 1996-2016 заведующий кафедрой рисунка Московского педагогического государственного университета.
2001-2002 проректор по учебной работе МПГУ.
С 1994 по 2010 г. зам. председателя диссертационного совета при Московском педагогическом государственном университете.
В 1997—2006 ученый секретарь и эксперт ВАК РФ в отделении «Педагогики и психологии».
Достижения
- Доцент по кафедре изобразительного искусства, Москва, 23 октября 1991 г.
- Профессор по кафедре рисунка, Москва, 19 марта 1997 г.
- Почётный член РАЕН, 28 марта 2000 г.
- Член Союза художников Республики Беларусь (1993)
- Член Творческого Союза художников России и Международной Федерации Художников, секция: живопись (Москва 2001)

Под руководством В. К. Лебёдко было защищено 18 кандидатских и 5 докторских диссертаций.
Награды
- Медаль “В память 850-летия Москвы” (Указ Президента Российской Федерации Б № 0065186 от 26.02.1997).

## Научные труды
Автор более  100 различных научно-методических публикаций: статьи, программы, учебные пособия, монографии.
- Представление о пространстве и искусстве. (Монография). М.: Прометей, 1993.-  С.110, 6.5 п.л.
- Пространственные представления в творческом развитии художника-педагога (Автореферат). Диссертация док. пед. наук. МПГУ им. В.И. Ленина, М.: 1994.- 29 с.1,75 п.л
- Научно-методический опыт Н.Н. Ростовцева. Краткий очерк. печатн. Рисунок вчера, сегодня, завтра. Сборник научных статей. Посвящается 95-летию со дня рождения Н.Н. Ростовцева. М.: Изд. «Прометей», 2013.-240 с.ил. 43 - 49 с
- Лебедко В.К., Монография: Е.В. Шорохов.  Художник. Ученый. Педагог. - М. “Реалпроект”, 2005. -170с.
- Рисунок вчера, сегодня, завтра. Сборник научных статей. Посвящается 95-летию со дня рождения Н.Н. Ростовцева. М.: Изд. «Прометей», 2013.-240 с.ил.[В соавт.];
- Магистерская программа «Изобразительное искусство в системе непрерывного художественного образования» М.: Издательство «ДПК ПРЕСС»  Февраль 2015 г. 14 с.[В соавт.];

## Художественное творчество
Работал в станковой живописи, графике. Любимым жанром считал пейзаж.
Основные произведения: пейзажи «Осенние разливы. Рыбацкое Езерище», «Мои воспоминания», «Озеро. Ночной мотив», «Тайна острова Городище», «Портрет отца», «Автопортрет с зеркалом», «Портрет с палитрой», «Натюрморт с музыкальными инструментами», «Натюрморт с красным кувшином», «Ветка первой сирени», «Натюрморт в заброшенном уголке»; пастель «Одинокий хутор», гуашь «Солнечный натюрморт».
Выставки - в Москве, Витебске, Чебоксарах, Смоленске.